# Santuario de la Virgen de la Cueva (Hontangas)
El santuario de la Virgen de la Cueva es un inmueble del municipio español de Hontangas, en la provincia de Burgos. Cuenta con el estatus de bien de interés cultural.

## Descripción
Se localiza en el municipio burgalés de Hontangas, perteneciente a la comunidad autónoma de Castilla y León. Se trata de una construcción rupestre asociada a una leyenda muy conocida en la comarca y transmitida de generación en generación, que relata la aparición de la Virgen y la construcción de la ermita donde se venera la pequeña talla románica de la Virgen de la Cueva de finales del siglo XII o principios del siglo XIII, patrona de Hontangas y de la comunidad de villa y tierra de Haza, que recoge en una romería que se realiza cada cincuenta años una tradición que perdura a lo largo de los siglos. La cueva, que ya era un lugar sagrado para las gentes prerromanas y romanas, ha mantenido su carácter sagrado como centro de culto y peregrinación hasta la actualidad.
La Dirección General de Patrimonio Cultural, por resolución de 3 de marzo de 2022, acordó incoar procedimiento de declaración del palacio como bien de interés cultural con la categoría de monumento. El proceso culminó el 30 de junio de ese mismo año, con la publicación del acuerdo correspondiente el 4 de julio en el Boletín Oficial de Castilla y León.